# Palestinagatan
Palestinagatan (arabiska: شارع فلسطين) är en gata i distriktet Rusafa i Bagdad.